# مجتبى محمد
مجتبى محمد مواليد 18 ديسمبر 1984 في القطيف ، السعودية، هو لاعب كرة قدم سعودي لعب سابقاً في نادي الخليج.
أعلن اعتزاله في عام 2008 و اتجه إلى الدراسة في أمريكا.